# Sylvie Fleury
Sylvie Fleury (* 24. Juni 1961 in Genf) ist eine Schweizer Performance- und Objektkünstlerin, die raumfüllende Installationen entwickelt.

## Leben
Fleury besuchte 1981 die Germain School of Photography in New York. Nach einem Aufenthalt in Indien, wo sie Bharatanatyam-Tanz erlernte, kehrte sie nach Genf zurück und arbeitete für die Organisation des Roten Kreuzes. Ihr Appartement wandelte sie in ein Zahnarztkabinett um, da sie eine Praxiseinrichtung preisgünstig erwerben konnte. Unter dem Pseudonym Silda von Braun, begann sie Gegenstände zu sammeln, die mit einem Roten Kreuz markiert waren. 1990 lernte sie den Genfer Künstler John Armleder kennen und wurde dessen Assistentin.
Im gleichen Jahr bezog sie mit Armleder die Villa Magica, ein großes, altes Stadthaus am Rande von Genf, das sie heute alleine bewohnt und in dem sie die Objekte ihrer obsessiven Sammelleidenschaft unterbrachte.

## Werk

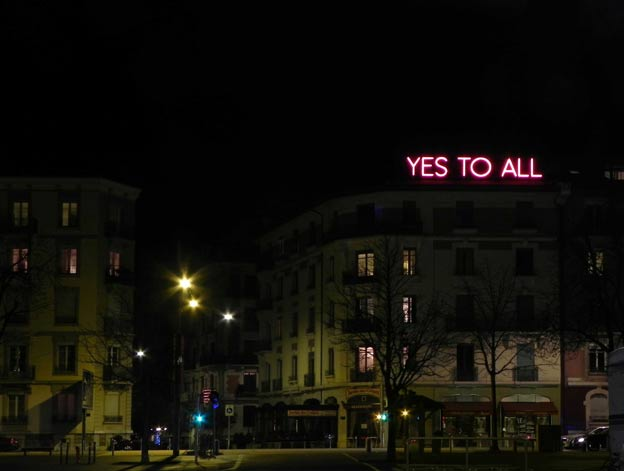
Die Installation Yes to all auf einem Dach rund um die Plaine de Plainpalais, Genf, Schweiz, gehört zu den Neon-Projekten des Fonds cantonal d’art contemporain (FMAC) und des Municipal Fund for Contemporary Art (FMAC).

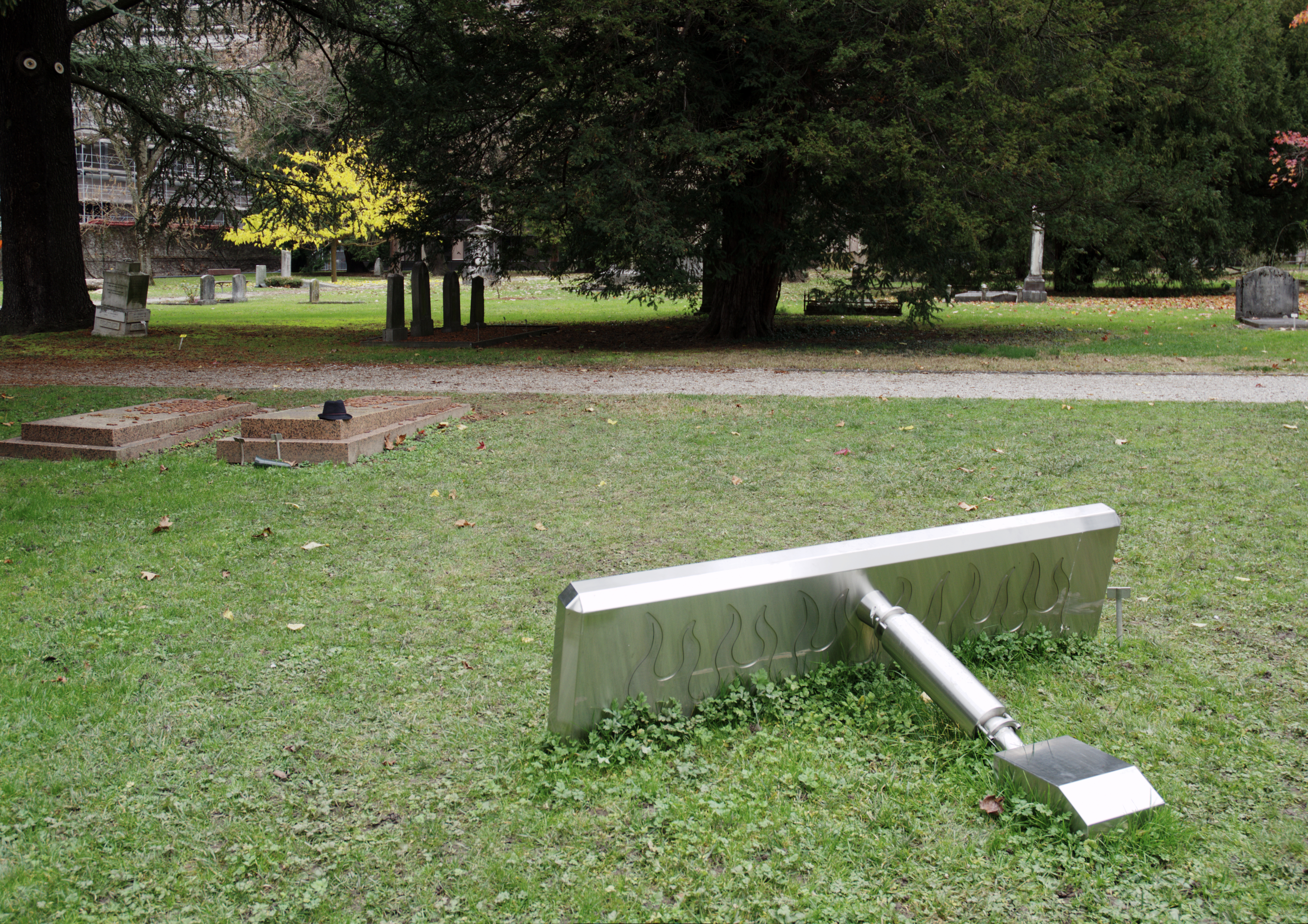
Eternity Now, Cimetière des Rois, Genf

1990 begann Fleury mit eigenen künstlerischen Arbeiten, die sie in der Galerie Rivolta in Lausanne, zusammen mit monochromen Arbeiten von Armleder und Olivier Mosset ausstellte. Sie präsentierte zehn prall gefüllte Einkaufstüten mit originalverpackten Luxusartikeln, die sie bei einem nachmittäglichen Einkaufsbummel erworben hatte. Seither beschäftigt sie sich in ihren Inszenierungen mit der modernen Warenwelt, der Mode, den Luxusartikeln und dem Glamour.
2004 gründete Fleury mit Armleder und dessen Sohn Stéphane (* 1977) das Plattenlabel Villa Magica Records. Das Label brachte unter anderem CDs und LPs von John Armleder und Sylvie Fleury, von Gerwald Rockenschaub und John B. Rambo (ein Alias von Stéphane Armleder) heraus.

## Auszeichnungen
- 1992, 1993: Eidgenössische Kunststipendium
- 1996: Prix Mobilière[5]
- 2018: Prix Meret Oppenheim[6]

## Ausstellungen (Auswahl)

### Gruppenausstellungen
- 1993: 45. Biennale von Venedig
- 1998: Kunstverein Hamburg, fast forward 2 "trade marks; Kunsthaus Zürich, Freie Sicht aufs Mittelmeer
- 1996: Mamco (Musée d'art moderne et contemporain), Genf
- 1998: Migros Museum für Gegenwartskunst, Zürich; 24. Biennale von São Paulo
- 2005: Ludwig Forum für Internationale Kunst, Aachen, Artgames
- 2008: Le Plateau, FRAC Île de France, Paris, L'Argent; Museo de Arte Contemporaneo de Castilla y Leon, Leon, (Spanien) Blanca Li, Te voy a ensenar a bailar
- 2008: Musée d’art moderne et contemporain, Genf, Paillettes et Dépendances ou la fascination du néant & Présentation des collections
- 2011: Zentrum für zeitgenössische Kunst Málaga, Málaga, Spanien, YES TO ALL[7]
- 2011: Frankfurter Kunstverein, Frankfurt am Main, Über die Metapher des Wachstums
- 2014/2015: Schauwerk Sindelfingen, Sindelfingen, LADIES FIRST!
- 2023: Schauwerk Sindelfingen, Sindelfingen, UNTIEFEN. Werke aus der Sammlung Schaufler

### Einzelausstellungen
- 2000: Galerie Hauser & Wirth & Presenhuber, Zurich (solo)
- 2001: ZKM | Zentrum für Kunst und Medientechnologie, Karlsruhe
- 2002: Galerie Thaddaeus Ropac, Paris (solo)
- 2004: Kunstraum Innsbruck, Innsbruck (solo), YES TO ALL; Museion, Museo d’Arte Contemporanea, Bozen, Flirts ! Kunst und Werbung
- 2006: Kunstmuseum St. Gallen, St. Gallen Lifestyle – From Subculture to High Fashion; Museum Franz Gertsch, Burgdorf (Schweiz), The Sublime is Now!
- 2007: The Chelsea Art Museum, New York, Dangerous Beauty
- 2007: Installation be amazing an den Internationalen Lichttagen in Winterthur
- 2016: Museum Villa Stuck, München, Sylvie Fleury. My Life on the Road, (kuratiert von Verena Hein)
- 2019: Kunstraum Dornbirn, ÎÔ (Großskulpturen)
- 2023: Kunst Museum Winterthur, "Shoplifters from Venus"
- 2024: Kunsthal Rotterdam, "Yes to all"